# Lengtal
Das Lengtal ist ein linkes Nebental des Binntales. Es zweigt in südlicher Richtung vom Binntal ab, dort wo das Binntal sich nach Osten wendet.
Am Eingang des Lengtales befindet sich die Ortschaft Ze Binne, welche die einzige Siedlung des Lengtales ist, die dauerhaft bewohnt ist. Am rechten Talhang finden sich einige verlassene Siedlungen so Eigene, Schappelmatte und Leh. Der Maiensäss Heilig-Kreuz mit der Wallfahrtskapelle Heilig Kreuz ist der grösste Maiensäss im ganzen Tal.
Während die Ostseite des Tales zur Gemeinde Binn gehört, gehört die Westseite zur Gemeinde Grengiols. Die Grenze verläuft vom Talausgang zuerst dem Lengtalwasser entlang, um dann der Chriegalpwasser (auch Kriegalp geschrieben) zum Chriegalppass zu folgen. Das Lengtalwasser entsteht erst beim Maiensäss Heilig Kreuz, hier fliessen die Gewässer aus dem Chriegalptal (Chriegalpwasser), Chummibord (mit dem vom Helsegletscher gespeisten Chummerwasser), Mättital (mit dem vom Mättitalgletscher gespeisten Mättitalwasser) und Saflischtal (Saflisch Bach) zusammen.
Südlich von Heilig-Kreuz, an der Nordflanke der Helse, befanden sich früher Erzgruben.